# Couvent des Bernardines de Toulon
Le couvent des Bernardines de Toulon est un ancien monastère cistercien créé à Toulon dans le Var en 1637. Il est fermé 25 ans avant la Révolution et ses religieuses sont alors transférées à Cuers.

## Localisation
Le couvent était construit le long de la courtine de la porte Saint-Lazare, aujourd’hui porte d’Italie. Il occupait l'actuel lieu-dit du Clos des Bernardines, jouxtant le jardin des Hespérides et l'espace de la Bernardière.

## Histoire
Fondé en 1637 par Louise de Ballon le couvent prospére rapidement et deux ans plus tard Mgr de Loménie, évêque de Marseille, demande à Mgr de Forbin de lui fournir des religieuses pour fonder un couvent dans son évêché. Louise de Ballon se charge elle-même de leur choix.
En 1707, lors du siège de Toulon par le duc de Savoie, le monastère doit être rasé jusqu’au niveau des remparts pour des motifs de sécurité générale mais les religieuses en sont dédommagées et il est reconstruit dès la fin des hostilités. 
En 1767 le couvent étant définitivement exproprié pour l’amélioration des défenses de la ville, Mgr de Fleury décide le rattachement des 11 religieuses qui l’occupent à Cuers qui n’en compte alors plus qu’une.

## Architecture et descripton
Le recensement des monuments de Toulon avant le règne de Louis XIV fait mention d'une église et d'un couvent des Bernardines.

## Filiation et dépendances
Le couvent de Toulon est fille de celui de Rumilly.

## Liste des abbesses
- Claude-Catherine Dunoyer de Minjod venue de La Roche-sur-Foron, fondatrice du couvent.